# Bobbie Koek
 Bobbie Koek (Roelofarendsveen, 14 april 1985) is een Nederlandse actrice en regisseur. Zij is een dochter van Paul en Marike Koek en een zus van Bo Koek, allen actief in theatergezelschap De Veenfabriek. Ze kreeg landelijk bekendheid door haar vertolking van de rol van Inke in de VARA-comedyserie Kinderen geen Bezwaar. Ze bracht hiermee een nieuw meisje in het gezin: de actrice achter de rol van (stief)dochter en stiefzus Julia (Céline Purcell) heeft er daarvóór, vanwege musicalwerk, namelijk voor gekozen tijdelijk te stoppen met de comedyserie. Ze bleef echter in de serie aanwezig, ook toen Julia weer terugkeerde.
Onder regie van Margien Rogaar speelde Koek een rol in de speelfilm Au Cigogne, die in 2004 werd uitgezonden binnen de NPS/VARA/VPRO-reeks One Night Stand.
Ook was ze te zien in de theatervoorstellingen DARK en De Flat van Jet en speelde ze een gastrol in de RTL 4-politieserie Grijpstra & De Gier. De actrice speelde in het eerste seizoen van Kinderen geen Bezwaar al een kleinere bijrol.
In 2024 kwam de film Paradijs uit waarmee Koek haar regiedebuut maakte.

## Filmografie

### Actrice
- Au cigogne! - Ellen (2004)
- Kinderen geen bezwaar - Inke  (2005-2012; 121 afl.)
- Grijpstra & De Gier - Melanie Schutter (2006; afl. "Tunnel")
- Flikken Maastricht - angstig meisje (2007; afl. "Klappen")
- Layla M. - Hanan (2016)

### Regisseur
- 2024 – Paradijs